# 九条家
九条家（くじょうけ、正字体：九條）は、藤原北家九条流嫡流である公家、華族の家。公家としての家格は摂家、華族としての家格は公爵家。五摂家筆頭で公爵家だった近衛家と双璧する高い家格を持ち、同じく五摂家で公爵家の二条家と一条家は九条家の分家である。

## 歴史

### 鎌倉時代
藤原北家嫡流の藤原忠通の六男である九条兼実を祖とする。兼実は鎌倉幕府初代将軍源頼朝と結ぶことで、後白河法皇の庇護を受ける甥近衛基通と対立しつつ摂政関白になった人物として知られる。九条の家号は始祖である兼実の殿第に由来するが、九条の坊名にちなんで「陶化」とも呼ばれた。兼実はその後源通親（土御門通親）との朝廷内の権力争いに敗れて失脚したが、通親の死後には兼実の息子の九条良経が摂政となっており、九条家の摂関家としての地位を確立した。また兼実以降は橘氏を家司とし、橘氏の実質的な氏長者である是定の地位をも世襲するようになった。
良経の嫡男道家は三男頼経が頼朝の同母妹の曾孫にあたることからこれを4代将軍として鎌倉に送り込んでいる（摂家将軍）。道家は仲恭天皇の外叔父として摂政となっていたが、承久の乱後には舅の西園寺公経が親幕府派であったことから朝廷で主導権を握った。さらに道家は関東申次となり、幕府に対しても強い影響力を及ぼす存在となった。また長男教実のみならず、次男良実、四男実経までをも摂関に据えることに成功し、前者は二条家、後者は一条家の家祖となった。
しかし寛元4年（1246年）に前将軍となっていた鎌倉4代将軍九条頼経が京都に送還され、道家も関東申次を罷免された（宮騒動）。さらに建長4年（1252年）に発生した了行による謀反事件への九条家の関与が疑われ、頼経の子鎌倉5代将軍藤原頼嗣は解任された。道家の嫡孫九条忠家も7月20日に後嵯峨上皇の勅勘を受けて右大臣を解任、さらに騒動の最中の2月には道家も急死したことで、九条家の権勢は完全に失われた。

### 嫡流を巡る対立
道家は教実の子忠家に対して処分状（遺言状のようなもの）を渡し、当時の公家にとってもっとも重要な遺産であった日記などの文書類は四男・実経の一条家の相伝とするが、東福寺などの一族寺院の管理権を司る家長者は、まず最初は実経が継ぎ、その次には長男の子、九条忠家が継承して、以後はこの2名の子孫のうちでもっとも官職の高い人物（一門上首）が継ぐこととした。
道家が忠家を自身の後継者として考えていたことは、嘉禎4年（1238年）の忠家の元服が藤原忠通・兼実父子の先例に則って実施されたこと、寛元4年（1246年）5月に忠家が病に倒れた時には春日大社に対して「就中小僧子孫雖多、可継家之者是也、為嫡孫故也」と記した願文を納めていることから推定可能であり、少なくとも実経をもって忠家を替える考えはなかったものと考えられている。一方で道家は幼少期から嫌っていた次男・良実を子孫とは認めず、財産も譲らないとしている。しかし良実の長男道良はその後も順調に昇進しており、摂関候補者として扱われていた。また、道家に続いて、娘の佺子が亡くなると、一条実経は道家の生前の意向で息子の家経に与えられる予定であった佺子の所領の受け取りを辞退して兄・良実に譲り渡すことで一条家と二条家は和解する。一方で、頼嗣解任事件の影響で、忠家の系統の摂関継承は困難になったとみなされるようになった。一方で鎌倉と良好な関係にあった良実は、2年後に関白に就任している。
文永2年（1265年）になって、先の処分状によれば宣仁門院（九条彦子）から忠家の嫡男忠教に継承されるはずだった所領を実際に忠教が相続することに対して一条家が異議を挟んだことから両家の対立が激化した。忠教はその後関白になっているものの、問題発生時には正二位非参議に過ぎず、当時の公家社会の認識では将来摂関の地位に就く可能性はなかった。九条忠家は最終的に文永10年（1273年）に失脚以来21年目にして関白に就任して復権、その後息子の忠教も正応4年（1291年）に関白に就任したことで、九条家も道家の処分状の要件を満たしたものの、確執のあった一条家は家長者の地位を手放さなかったため、一条家が九条流における嫡流の地位が定着したかにみなされた。また弘安10年（1287年）には良実の子二条師忠が関白に就任し、二条家が摂家として確立された。
ところが嘉元2年（1304年）になって今度は一条内実が摂関に就任しないまま急逝、今度は一条家が道家の処分状を満たしていないという疑義が生じた。文保2年（1318年）の後醍醐天皇の即位礼の際に花山院家定と内実の嫡男一条内経との間で行列の順番を巡る争いが生じた（『増鏡』）。これは少なくとも清華家の家定は摂関の子ではない内経を摂家（九条流の嫡流）とはみなしていなかったことを示している。この状態は翌年の内経の関白就任で解消されたものの、九条家が一条家の家長者独占を不当とみなして後醍醐天皇に対して事態の是正を働きかけ、元亨4年（1324年）に天皇は九条家に対して綸旨を下し、一門上首が家長者の地位に就くべきであるとした（『九条家文書』九-4）。

### 嫡流問題の解決
南北朝時代になって、北朝の貞治4年（1365年）に一条経通が没すると、一条家に次ぐ勢力であった九条経教は後光厳天皇に対して経通の子房経が不当に「家長者」を名乗っていると訴えた。当時、長子相続制が一般的になりつつあり、その論理に従えば道家の長男の子孫の九条家こそが家督を継ぐべき嫡流に当たるというのである。これに対して房経は、「九条家の家祖が長子だからといって、その流派の嫡流であるとは限らない、一条実経が九条道家から家督を譲られたからこそ、九条流摂関家の政治的権威を裏付ける文書類である桃華堂文庫の『後二条師通記』『玉葉』『玉蘂』などが一条家に伝わっているのだ」と反論し、これに対して九条経教は、「実経への継承は九条忠家が幼少であったがゆえの措置であり、九条教実が長命であればこのようなことは起こりえなかった。処分状の宛先が仮にでも九条忠家になっていること、問題とされた処分状の正本や東福寺の敷地に関しての土地権利書が九条家に伝承されているのは九条家が嫡流であるからゆえではないか？」と抗弁した。これに対して後光厳天皇は九条家から提出された道家処分状の正本を確認した上で、同年貞治4年（1365年）11月29日に九条家に対して綸旨を下し、「道家の遺志はあくまでも一門上首による家長者の継承であり、その資格を有する九条家と一条家は嫡流としての同格である」と裁決した。

### 戦国時代～江戸時代
戦国時代には当主九条政基が家司の唐橋在数を殺害したことで失脚し、一時期地方に逼塞することを余儀なくされている。
政基の孫九条稙通は子が無かったため、大甥（姉経子と二条尹房の孫）に当たる九条兼孝を養子に迎え、天正2年（1574年）に家督を譲った（兼孝の3人の弟二条昭実・義演・鷹司信房もそれぞれ二条家・醍醐寺・鷹司家を継いだ）。兼孝は天正6年（1578年）から天正9年（1581年）、慶長5年（1600年）から慶長9年（1604年）の2度関白を務めたが、慶長9年に息子の九条幸家（当時の名は忠栄、後に改名）が豊臣完子と結婚した一方で娘（八条宮智仁親王室）の急死に衝撃を受け、家督を幸家へ譲り出家隠居した。このような不幸はあったが、九条家は完子と幸家の結婚で豊臣氏および徳川氏の縁戚となった。
幸家は父と同じく関白を2度務め、最初の在任（慶長13年（1608年） - 慶長17年（1612年））では江戸幕府の意向を受けて、後陽成天皇の政仁親王（後水尾天皇）への譲位について幕府との関係がこじれた天皇の説得に当たった。2度目の在任（元和5年（1619年） - 元和9年（1623年））では徳川和子（東福門院）の入内に尽力した。また京狩野3代の画家たち（狩野山楽・山雪・永納）を庇護し彼等の危機を救うなど、京狩野の存続にも関わっている。
寛永年間には幸家の三男道基が松殿家を再興し、一代限りの摂家とされたが、道基が早世したためその知行1000石は九条家に渡ることとなった。これによって近衛家を上回る公家最大の知行を有することとなり、九条家は広大な屋敷を構え、九条流の嫡流であると主張した。
しかし江戸時代では当主がたびたび早世しており、鷹司家と二条家から養子を迎えていた（鷹司家からは兼晴・幸経、二条家からは輔嗣・尚忠）。幕末期には尚忠の娘夙子（英照皇太后）が孝明天皇の女御となっている。

### 明治以降
明治維新時の当主九条道孝（天保10年5月1日生、明治39年1月4日死去）は、戊辰戦争で奥羽鎮撫総督として戦功を挙げた。その功により明治2年に賞典禄800石を下賜された。
同年6月17日の行政官達で公家と大名家が統合されて華族制度が誕生すると、九条家も旧公家として華族に列した。
明治9年時における道孝の住居は東京市神田区神田錦町。
明治17年（1884年）7月7日に華族令が施行されて華族が五爵制になると道孝が旧摂家として最上の公爵位に列せられた。同年に道孝は掌典長及び麝香間祗候に任じられた。
道孝の夫人和子は旧対馬藩主宗義和の娘。
道孝は、明治39年1月4日に死去し、長男道実（明治2年12月15日生、昭和8年1月19日死去）が爵位を継承。道実は英国に留学し、帰国後宮内省に入省し、式部官、侍従、掌典次長、掌典長を歴任した。また貴族院の公爵議員としても活躍し、世襲財産審議会議長なども務めた。道実の夫人恵子は大谷光瑩伯爵の次女。
また道孝の四男九条良政と五男九条良致は分家してそれぞれ男爵となっている（→九条男爵家（良政）、→九条男爵家（良致）へ）。九条尚忠の子鶴殿忠善も男爵に叙されている（→鶴殿家）。
昭和8年1月19日に道実が死去すると、長男道秀（明治28年8月9日生、昭和36年5月27日没）が、公爵位を継承。掌典を務めるとともに貴族院公爵議員として活躍した。道秀の夫人文子は島津忠麿伯爵の次女。
九条公爵家では、2代目の道実の襲爵後も、古くから続く公家の生活様式を守り続けた。当主の居間は京都から赤坂台福吉町へ移築したものであり、家の言葉は御殿言葉に限られた。また、家従以下の身分の低い使用人は当主に声をかけることは禁じられていた。こうした生活も1933年（昭和8年）道実が死去し、道秀が襲爵すると変化。当主の居間は東京帝室博物館へ寄贈された（現：東京国立博物館庭園内九条館）。

## 主な当主
- 九条兼実 （1149 - 1207）
- 九条良経 （1169 - 1206）
- 九条道家 （1193 - 1252）
- 九条教実 （1210 - 1235）
- 九条稙通 （1507 - 1594）
- 九条兼孝 （1553 - 1636）
- 九条幸家 （1586 - 1665）
- 九条道房 （1609 - 1647）
- 九条兼晴 （1641 - 1677）
- 九条輔実 （1669 - 1730）
- 九条師孝 （1688 - 1713）
- 九条幸教 （1700 - 1728）
- 九条稙基 （1725 - 1743）
- 九条尚実 （1717 - 1787）
- 九条道前 （1746 - 1770）
- 九条輔家 （1769 - 1785）
- 九条輔嗣 （1784 - 1807）
- 九条尚忠 （1798 - 1871）
- 九条幸経 （1823 - 1859）- 最後の九条関白
- 九条道孝 （1839 - 1906）- 最後の藤氏長者、貞明皇后の父
- 九条道実 （1870 - 1933）
- 九条道秀 （1895 - 1961）- 最後の九条公爵
- 九条道弘 （1933 - 2017）- 平安神宮宮司
- 九条道成 （1968 - ）0000- 35代当主、明治神宮宮司

## 家礼
源季長は兼実に家司として仕え、その系統は九条家諸大夫信濃小路家となった。江戸時代には信濃小路家のほか徳小路家・石井家・朝山家・宇郷家・芝家・島田家・矢野家・日夏家が諸大夫として仕えている。
橘氏は代々摂関家家司として仕えていたが、橘以政以降九条家に仕えている。

## 九条邸跡

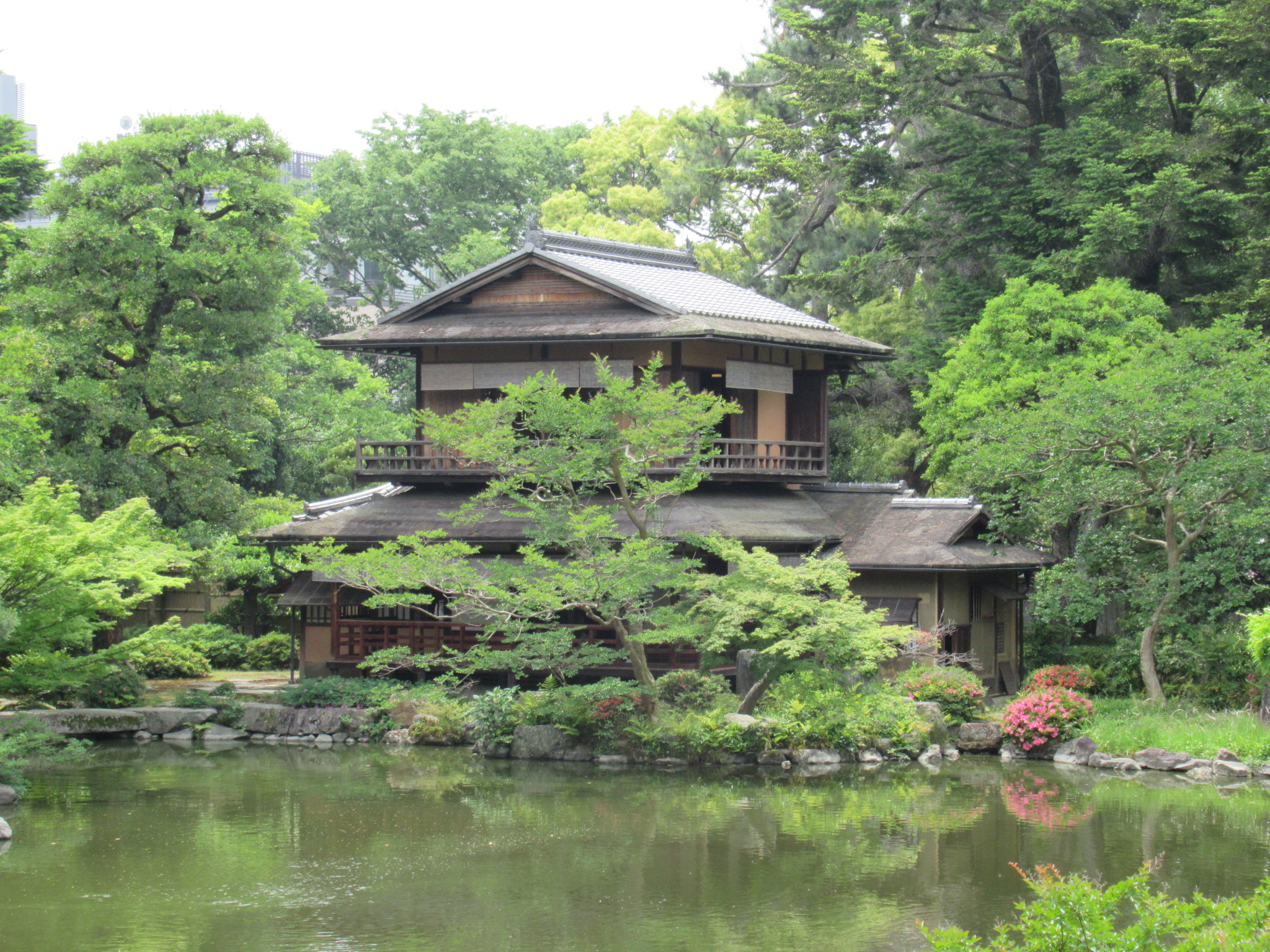
京都御苑の九条邸跡に現存する九条池。奥中央に見えるのは拾翠亭（しゅうすいてい） （2014年2月22日撮影）

近世における九条邸は慶長9年に九条幸家と完子の婚儀を期に造営されたものに始まる。翌慶長10年（1605年）には御所の東南方に移転し、幸家の屋敷と父兼孝の隠居屋敷が並んで造営されていた。またこの後、院御所西に「下屋敷」が造営され、これまでの屋敷は上屋敷とよばれていたが、万治4年（1661年）の火災で上屋敷は焼失してしまう。寛文13年（1673年）の火災で下屋敷も焼失し、九条家は再建された上屋敷を住居としていた。宝永5年（1708年）に上屋敷は焼失し、宝永6年（1709年）に本宅屋敷として再建されたものが幕末維新期まで残った。
明治10年（1877年）には政府によって九条家の敷地は買い上げられた。母屋などの主要な建物は、東京の九条邸に移築された。京都御苑南西部には庭園部分のみが整備されて残っている。九条池と呼ばれる庭園の池の中島には鎮守社だった厳島神社が、また池畔には拾翠亭と呼ばれる瀟洒な茶室が、いずれも現存している。昭和9年（1934年）には京都から移築されていた当主の居室が東京国立博物館に寄贈され、「九条館」と命名された。

## 九条家の財産

### 封建時代の所領
摂関家領は、鎌倉時代初期に当時の九条兼実と近衛基通の政治的対立も絡んで九条家と近衛家の間で分立した。九条家領の中心になったのは兼実の妹皇嘉門院聖子が1180年（治承4年）に兼実の子良通に譲った所領であり、最勝金剛院領11個所、九条領34個所、近江国寄人、和泉国、摂津国、近江国の大番舎人などがある。
1204年（元久元年）に兼実は惣処分状を作成して所領の保全を図り、総計60か所に及ぶ荘園が記載されている。
1250年（建長2年）に兼実の孫九条道家が所領の確保のために作成した惣処分状では、その総計は112個所に及んでいる。この際に一条実経に譲与された所領は、のちに一条家領の基礎となり、九条忠家に譲与された所領は、のちに女子一期分を吸収して九条家領の中心となった。
しかし鎌倉時代末から南北朝時代の動乱の中で九条家領は徐々に衰退していき、1396年（応永3年）時にはわずか16個所が当知行として残っているにすぎなかった。戦国時代末期の家領目録では21か所を載せているものの、それらはすでに形骸化したものだった。
江戸時代の所領の表高は、はじめ2000石、のちに3000石だった。

#### 幕末の領地
国立歴史民俗博物館の『旧高旧領取調帳データベース』より算出した幕末期の九条家領は以下の通り。（7村・3,052石余）
- 山城国愛宕郡のうち - 3村
  - 一乗寺村のうち - 22石余
  - 松ヶ崎村のうち - 252石余
  - 静原村のうち - 101石余
- 山城国乙訓郡のうち - 1村
  - 円明寺村のうち - 712石余
- 山城国紀伊郡のうち - 2村
  - 深草村のうち - 623石余
  - 東九条村のうち - 340石
- 摂津国豊島郡のうち - 1村
  - 池田村のうち - 1,000石

### 明治以降の財産
明治3年12月10日に定められた家禄は、現米で1297石9斗。また九条道孝の戊辰戦争での戦功により明治2年には賞典禄800石を下賜されている。
明治9年8月5日の金禄公債証書発行条例に基づき家禄および賞典禄と引き換えに支給された金禄公債の額は6万1070円59銭8厘（華族受給者中108位）。旧公家華族の中では三条家と岩倉家に次ぐ公債額だった。
明治22年（1889年）には旧五摂家の近衛公爵家、鷹司公爵家、九条公爵家、二条公爵家、一条公爵家の5家を対象に総計10万円が明治天皇より下賜されている。皇室と特別な関係にある旧五摂家が没落しないようにとの天皇の配慮であった。これがきっかけとなり、明治27年（1894年）より天皇の御手許金で「旧堂上華族恵恤賜金」が創設され、その利息が旧堂上華族を対象に分配されるようになった。これにより九条家は旧堂上家の公侯爵家として900円の配当を年2回受けることができた。

## 庶流

### 二条家・一条家
分家の公家・華族としては、まず九条道家の次男良実を祖とする二条家、四男実経を祖とする一条家があり、両家とも公家としての家格は摂家、華族としての家格は公爵家である。

### 八条家
九条兼実の子である良輔は九条家と別の八条家として扱うことがある。
これは兼実と対立関係にあった八条院女房三位局（高階盛章の娘・以仁王の室）との間に出来た良輔は、本来ならば捨て置くべき処を三位局の庇護者であった八条院の猶子として引き取られて立身した（九条家や兼実の意向ではない）経緯による考え方である。

### 外山家
九条兼実の子良平の系統は外山家と呼ばれる。1263年に死去した忠基を最後に絶家。

### 月輪家
九条良経の三男である正二位内大臣基家を家祖として鎌倉時代中期に成立。月輪の家名は九条家初代の兼実が洛東月輪山荘にあって月輪関白と呼ばれたのに由来する。基家が鶴殿と号されたことから鶴殿家とも呼ばれる。
室町時代後期の1455年に死去した従二位贈権大納言月輪家輔を最後に絶家。下記の鶴殿男爵家はこの家を再興するという形で創立された。

### 鎌倉将軍家
九条道家の三男で嘉禄2年（1226年）に鎌倉幕府第4代将軍となった九条頼経を家祖とする。5代将軍頼嗣が1251年に北条氏によって京に送り返され、1256年に死去したことで絶家。

### 再興松殿家
江戸時代には関白九条幸家の子道昭と、関白太政大臣九条尚実の次男忠孝が2度に渡り絶家した旧摂関家の松殿家を再興しているが、いずれも一代で絶家。

### 鶴殿男爵家
関白九条尚忠の五男で江戸時代に出家していた忠善が、明治初期に還俗して九条家に戻り、明治22年（1889年）12月に至って九条家から分家して鶴殿家を起こして華族の男爵家に列せられたのに始まる。鶴殿の家名の由来は上記月輪家の別称。同家の詳細は鶴殿家を参照。

### 九条男爵家（良政）

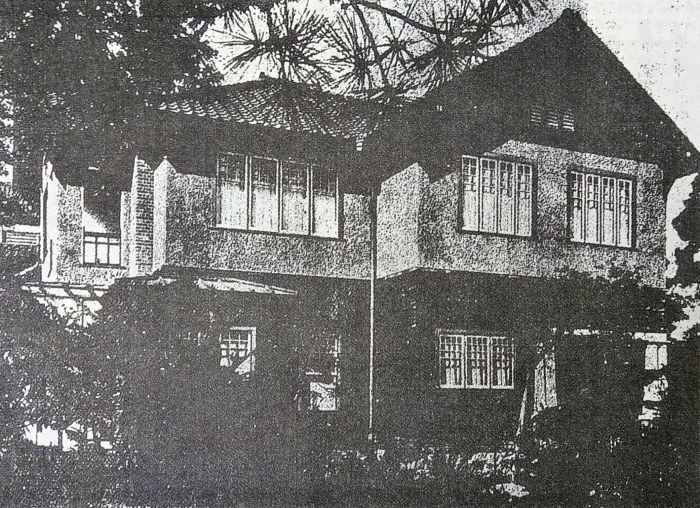
東京牛込の九条良政男爵邸（大正時代以前）

当家は従一位大勲位公爵九条道孝の四男良政が明治35年3月に九条公爵家から分家したのに始まる。
『授爵録』（明治34年から38年）所収の明治35年2月19日の宮内省当局の書類「九条良政特旨ヲ以テ華族ニ被列男爵ヲ授ケラルゝノ件」によれば、九条家が良政の分籍別戸編製の手続きが取っていることについて、宮内省は、このまま別戸した場合良政は平民籍となるが、彼は皇室と深い由緒がある九条家の人間であり、またその父道孝には戊辰の役の際に奥羽鎮撫総督を務めて賞典禄800石を下賜された武功があるので、華族の男爵位を授けられるべきや裁を仰ぐべきとし、同月22日に明治天皇の裁可がおり、3月10日付けで良政は華族の男爵に列せられた。
その後、良政は学習院を卒業し、昭和前期には京都市左京区下鴨北園町に在住して殿掌を務めた。良政先妻の茂子は鍋島直大侯爵の三女、後妻のよし子は庭田重文長女。

### 九条男爵家（良致）
当家は従一位大勲位公爵九条道孝の五男九条良致（上記良政の弟）が明治41年3月に九条公爵家から分家したのに始まる。
良致は明治33年3月に一条公爵家の養子に入って道良に改名したが、明治40年10月に離縁にいたり、生家の九条公爵家の戸籍に戻っていた。
その後良致は九条公爵家から分家して一家を作ろうとしたが、そのまま別戸を編製すると平民籍になってしまうことから良致も華族に列する必要性が生まれた。『授爵録』（明治41年から42年）所収の明治41年3月16日付けの宮内省書類中によれば、良致は皇太子妃殿下（後の貞明皇后）の実弟にあたり、そのような尊貴の系統にある者を一平民たらしめんとすることは皇室の尊厳に関し宜しきを得ざるものとされ、同月23日をもって良致は男爵に叙爵されたことが見える。
昭和前期の九条良致男爵家の住居は東京市赤坂区福吉町にあった。
良致に子供はなく、弟の良敍が養子に入っていたものの、昭和15年8月2日の良致の死去の際に襲爵の手続きが取られず失爵。

### 自称分家
- 近世大名家、華族家を出した大岡氏が九条家の後裔を自称している。大岡氏の家伝では九条教実の後裔忠教の孫である大岡忠勝が松平広忠に仕え、家祖となったとしている[55]。